# NGC 6129
NGC 6129 је лентикуларна галаксија у сазвежђу Северна круна која се налази на NGC листи објеката дубоког неба.
Деклинација објекта је + 37° 59' 47" а ректасцензија 16h 21m 43,2s. Привидна величина (магнитуда) објекта NGC 6129 износи 14,0 а фотографска магнитуда 15,0. NGC 6129 је још познат и под ознакама MCG 6-36-37, CGCG 196-48, NPM1G +38.0362, PGC 57920.